# Liste der Naturdenkmale in Calden
Die Liste der Naturdenkmale in Calden nennt die auf dem Gebiet der Gemeinde Calden im Landkreis Kassel in Hessen gelegenen Naturdenkmale. Dies sind gegenwärtig 5 Bäume, sowie 6 Flächenhafte Naturdenkmale, darunter „Die Kopfsteine“ bei Fürstenwald.

## Bäume
| Bild                          | Bezeichnung   | Ortsteil, Lage                             | Beschreibung | Art           | Nr.      |
| ----------------------------- | ------------- | ------------------------------------------ | --- | ------------- | -------- |
| mehr Fotos \| Fotos hochladen | 1 Eiche       | Calden 51° 23′ 58,3″ N, 9° 22′ 24,6″ O     | Stieleiche ca. 2,0 km südwestlich von Calden. Der Baum steht auf dem Gelände des Hofgutes Klein-Calden und ist nicht öffentlich zugänglich. Direkt westlich des Baumstandortes liegt das flächenhafte Naturdenkmal Feuchtgebiet Calder Wiese (s. u.). Stammumfang: 4,55 m Höhe: 24 m Pflanzjahr: ca. 1855 OSM-Link zur Kartendarstellung: Eiche bei Klein-Calden | Quercus robur | 6.33.122 |
| mehr Fotos \| Fotos hochladen | 1 Linde       | Obermeiser 51° 26′ 28,9″ N, 9° 18′ 3,2″ O  | Winterlinde am westlichen Ortsrand von Obermeiser. Der Baum steht auf dem Friedhof, in der Nähe des südlichen Zugangs. Die Krone der Linde wurde vor einigen Jahren gekappt, die ursprüngliche Höhe betrug beachtliche 35 m. Stammumfang: 8,20 m Höhe: ca. 15 m Pflanzjahr: ca. 1845 OSM-Link zur Kartendarstellung: Linde auf dem Friedhof von Obermeiser | Tilia cordata | 6.33.130 |
| mehr Fotos \| Fotos hochladen | 1 Eiche       | Westuffeln 51° 25′ 38,1″ N, 9° 18′ 59,6″ O | Stieleiche ca. 800 m südwestlich des Ortsrandes von Westuffeln. Der Baum steht auf einer landwirtschaftlich genutzten Fläche, Flurname „Die Muldhaufen“. Stammumfang: 4,70 m Höhe: 20 m Pflanzjahr: ca. 1855 OSM-Link zur Kartendarstellung: Eiche südwestlich von Westuffeln | Quercus robur | 6.33.133 |
| mehr Fotos \| Fotos hochladen | 1 Eiche       | Westuffeln 51° 25′ 24,4″ N, 9° 19′ 15,8″ O | Stieleiche ca. 1,0 km südlich des Ortsrandes von Westuffeln. Standort des Baumes ist ein schmaler Grasstreifen an einem Feldrand, Flurname „Distelbreite“. Stammumfang: 3,65 m Höhe: 20 m Pflanzjahr: ca. 1905 OSM-Link zur Kartendarstellung: Eiche südlich von Westuffeln | Quercus robur | 6.33.134 |
| mehr Fotos \| Fotos hochladen | 1 Wieseneiche | Ehrsten 51° 23′ 14,6″ N, 9° 20′ 42″ O      | Stieleiche ca. 500 m südlich des Ortsrandes von Ehrsten. Der Baum ist abgestorben und existiert nur noch als stehendes Totholz. Standort ist eine Weide im nördlichen Bereich der um 2014 angelegten Offenlandfläche Fürstenwald, einer Kompensationsmaßnahme für den Ausbau des Flughafens in Calden. Nur 900 m entfernt, im Süden der Offenlandfläche, liegt das Naturdenkmal Kopfsteine (s. u.). Erreichbar ist der Baum über den Wirtschaftsweg Auf dem Sottland, von dort bietet ein Tor Zugang zur Weide. Stammumfang: 4,25 m Höhe: 17 m Pflanzjahr: ca. 1905 OSM-Link zur Kartendarstellung: Wieseneiche in der Offenlandfläche Fürstenwald | Quercus robur | 6.33.135 |

## Flächenhafte Naturdenkmale
| Bild           | Bezeichnung                        | Ortsteil, Lage                                     | Beschreibung | Nr.      |
| -------------- | ---------------------------------- | -------------------------------------------------- | --- | -------- |
| weitere Bilder | Die Wacholdern                     | Calden 51° 23′ 31,5″ N, 9° 23′ 46,3″ O             | Hang mit Kalkmagerrasen am südlichen Ortsrand von Calden. Das Naturdenkmal liegt direkt neben dem Waldschwimmbad. In der Mitte des Geländes findet sich der namensgebende Wacholder. Am Südrand, dem Übergang zum geschlossenen Wald, stehen beeindruckende alte Hute-Bäume. Dort führen der Wanderweg Märchenlandweg, und etliche regionale Wanderwege, direkt am Naturdenkmal entlang. Fläche: ca. 1,41 ha OSM-Link zur Kartendarstellung: „Die Wacholdern“ bei Calden | 9.33.123 |
| weitere Bilder | Feuchtgebiet Calder Wiese          | Calden und Ehrsten 51° 23′ 58,8″ N, 9° 22′ 19,5″ O | Feuchtgebiet mit Teich zwischen Calden und Ehrsten, beim Hofgut Klein-Calden. Das Feuchtgebiet mit seinem verzweigten Grabenlauf beheimatet zahlreiche seltene und gefährdete Pflanzenarten. Direkt östlich des Geländes steht eine als Naturdenkmal geschützte Stieleiche (s. o.). Fläche: ca. 2,5 ha OSM-Link zur Kartendarstellung: „Feuchtgebiet Calder Wiese“ zwischen Calden und Ehrsten                                                                           | 9.33.125 |
| weitere Bilder | Die Kopfsteine                     | Fürstenwald 51° 22′ 48,1″ N, 9° 21′ 4,6″ O         | 2 Basalt-Stelen auf Basaltkuppe mit Felsflur und Magerrasen ca. 500 m westlich des Ortsrandes von Fürstenwald. Am Hangfuß finden sich Apfel-Streuobst und standortgerechte Gehölze. Fläche: ca. 0,72 ha OSM-Link zur Kartendarstellung: „Die Kopfsteine“ bei Fürstenwald Siehe auch den Artikel Kopfsteine. | 9.33.126 |
| weitere Bilder | Hollenberg                         | Meimbressen 51° 24′ 6,3″ N, 9° 21′ 20,9″ O         | Hangkante am südlichen Ortsrand von Meimbressen. Das Gelände besteht aus Enzian-Schillergras-Rasen, einer Pflanzengesellschaft die auch als Gentiano-Koelerietum bezeichnet wird. Diese Fläche ist umgeben von standortgerechten Gehölzen. Am Fuß des Hanges fließt die Nebelbeeke. Im Nordteil des Naturdenkmals liegt ein aufgelassener Kalkstein-Bruch. Fläche: ca. 2,1 ha OSM-Link zur Kartendarstellung: „Hollenberg“ in Meimbressen                                | 9.33.128 |
| weitere Bilder | Feuchtgebiet Quellarm der Lohbeeke | Meimbressen 51° 24′ 42,7″ N, 9° 18′ 54,4″ O        | Quellarm mit Bach-Auenwald ca. 2,5 km westlich von Meimbressen. In dem Feuchtgebiet ist die Lohbeeke nicht ständig wasserführend. Entwässert wird das Schutzgebiet über ein Betonrohr im Norden des Geländes. Im Nordosten und Nordwesten führen Wirtschaftswege am Rande des Naturdenkmals entlang. Fläche: ca. 2,1 ha OSM-Link zur Kartendarstellung: „Feuchtgebiet Quellarm der Lohbeeke“ westlich von Meimbressen                                                    | 9.33.129 |
| weitere Bilder | Feuchtgebiet Der Weiße Born        | Westuffeln 51° 27′ 6,4″ N, 9° 19′ 38,4″ O          | Feuchtbrache mit Grabenlauf ca. 1,5 km nördlich von Westuffeln. Das Gelände ist ein Amphibien-Schutzgebiet. Im Südwesten findet sich eine kleine Laubwaldfläche. Teiche im Westen gehören nicht mehr zum Schutzgebiet. Am Waldrand, direkt nördlich des Naturdenkmals, verläuft ein regionaler Wanderweg. Fläche: ca. 1,76 ha OSM-Link zur Kartendarstellung: „Feuchtgebiet Der Weiße Born“ nördlich von Westuffeln                                                      | 9.33.132 |